# Guido Breña
Guido Breña López OP (9 de juliol de 1931, Puquio, Perú - † 9 de juliol de 2013, Miami, Estats Units) fou un frare dominic i bisbe emèrit d'Ica.

## Episcopat
Va ser nomenat bisbe el 5 d'octubre de 1973, i el 25 de novembre del mateix any va rebre la consagració episcopal com a bisbe d'Ica de mans de l'aleshores cardenal Juan Landázuri Ricketts. Va exercir el seu episcopat fins al 31 d'octubre de 2007, quan es va retirar de la seu, aleshores el van nomenar bisbe emèrit.
Va morir d'un infart a Miami, però el 21 de juliol de 2013 van traslladar les seves restes a Lima, al convent de Sant Domènec.